# Saison 2017 de la Première ligue de soccer du Québec
Navigation
PLSQ 2016 PLSQ 2018
La saison 2017 de la Première ligue de soccer du Québec est la 6e édition du championnat, créé en 2012. Le plus haut niveau du football au Québec (et le 3e niveau du football canadien), le championnat est organisé par la Fédération de soccer du Québec. 7 équipes s'opposent pendant le championnat. Lors de cette saison, le CS Mont-Royal Outremont défend son titre contre six équipes dont le CS Saint-Hubert et le Dynamo de Québec qui ont nouvellement rejoint le championnat.
Pour la première fois dans l'histoire du championnat, une place qualificative pour le Championnat canadien de soccer est attribuée au champion. Le Championnat canadien permet d’accéder à la Ligue des champions de la CONCACAF.

## Liste des clubs participants
| Club                    | Participe depuis | Classement 2016 | Entraîneur         | Stade                                | Ville                      |
| ----------------------- | ---------------- | --------------- | ------------------ | ------------------------------------ | -------------------------- |
| AS Blainville           | 2012             | 2e              | Emmanuel Macagno   | Parc Blainville                      | Blainville, Laurentides    |
| CS Longueuil            | 2014             | 5e              | Anthony Rimasson   | Parc Laurier                         | Longueuil, Montérégie      |
| CS Mont-Royal Outremont | 2013             | 1er             | Luc Brutus         | Centre récréatif de Ville Mont-Royal | Mont-Royal, Montréal       |
| CS Saint-Hubert         | 2017             | -               | François Bourgeais | Parc Rosanne-Laflamme                | Saint-Hubert, Montérégie   |
| Dynamo de Québec        | 2017             | -               | Edmond Foyé        | Plusieurs terrains                   | Québec, Capitale-Nationale |
| FC Gatineau             | 2013             | 4e              | Sylver Castagnet   | École secondaire Mont-Bleu           | Gatineau, Outaouais        |
| FC Lanaudière           | 2016             | 6e              | Andrew Olivieri    | Complexe sportif de Terrebonne       | Terrebonne, Lanaudière     |

| \| Gatineau Dynamo \| Localisation des clubs hors de la région métropolitaine de Montréal. |
| Gatineau Dynamo                                                                            |

| \| Blainville Gatineau Lanaudière Longueuil Mont-Royal St-Hubert Dynamo \| Localisation des clubs de la région métropolitaine de Montréal. |
| Blainville Gatineau Lanaudière Longueuil Mont-Royal St-Hubert Dynamo                                                                       |

## Compétition

### Règlement
Le classement est calculé avec le barème de points suivant : un match gagné vaut trois points, un match nul vaut un point et une défaite vaut aucun point.
Le départage du classement au cas où une égalité survienne est déterminé selon six critères
1. le plus grand nombre de points obtenus ;
2. le plus grand nombre de points obtenues dans les matchs entre les équipes concernées ;
3. la différence de buts particulière dans les matchs entre les équipes concernées ;
4. le plus grand nombre de victoires ;
5. la meilleure différence de buts générale ;
6. le plus grand nombre de buts marqués ;

Si l'égalité persiste pour la première place, un match de barrage est organisé pour départager le gagnant. Pour les autres positions du classement, les clubs concernées seront considérés égaux.
Le club qui remporte la Première ligue est sacré champion du Québec.

### Classement
Voici le classement de la saison 2017 de Première ligue de soccer du Québec.
| Rang | Équipe                    | Pts | J  | G  | N | P  | Bp | Bc | Diff |
| ---- | ------------------------- | --- | -- | -- | - | -- | -- | -- | ---- |
| 1    | AS Blainville C           | 41  | 18 | 13 | 2 | 3  | 45 | 14 | +31  |
| 2    | Dynamo de Québec          | 31  | 18 | 9  | 4 | 5  | 28 | 25 | +3   |
| 3    | CS Longueuil              | 27  | 18 | 6  | 9 | 3  | 30 | 24 | +6   |
| 4    | CS Mont-Royal Outremont T | 24  | 18 | 6  | 6 | 6  | 30 | 29 | +1   |
| 5    | FC Lanaudière             | 19  | 18 | 4  | 7 | 7  | 32 | 33 | -1   |
| 6    | CS St-Hubert              | 17  | 18 | 5  | 2 | 11 | 23 | 44 | -21  |
| 7    | FC Gatineau               | 13  | 18 | 3  | 4 | 11 | 15 | 34 | -19  |

Qualifications
Championnat canadien de soccer 2018
- 1er : Qualifié

Abréviations
- T : Tenant du titre
- C : Vainqueur de la Coupe de la ligue 2017